# Wolfgang Gerhardt

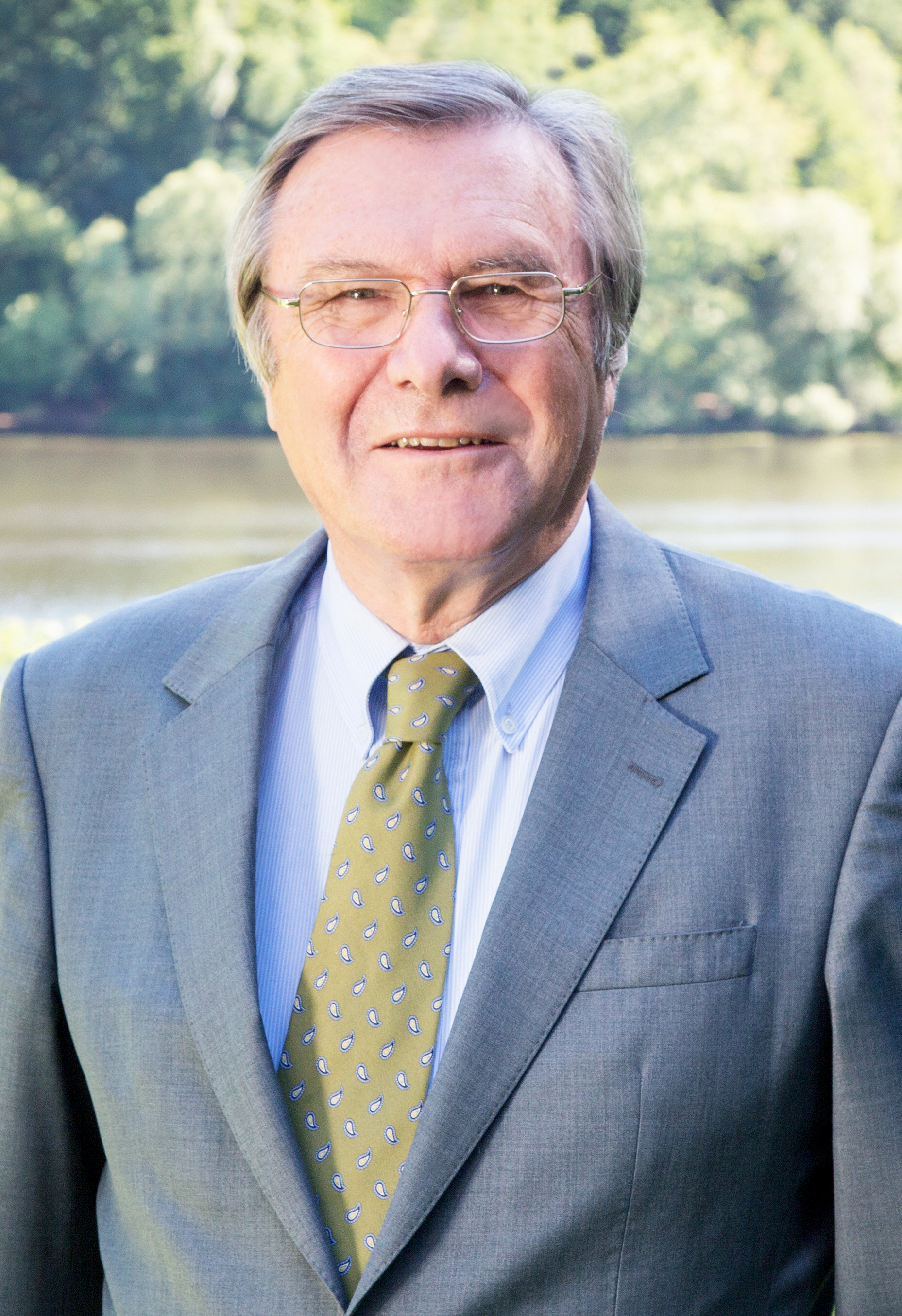
Wolfgang Gerhardt (2016)

Wolfgang Gerhardt (* 31. Dezember 1943 in Helpershain; † 13. September 2024 in Wiesbaden) war ein deutscher Politiker (FDP).
Er war von 1987 bis 1991 Hessischer Staatsminister für Wissenschaft und Kunst, von 1995 bis 2001 FDP-Bundesvorsitzender sowie von 1998 bis 2006 Vorsitzender der FDP-Bundestagsfraktion und damit von November 2005 bis April 2006 auch Oppositionsführer.
Von 2006 bis 2018 war er Vorstandsvorsitzender der Friedrich-Naumann-Stiftung für die Freiheit, anschließend erster Ehrenvorsitzender ihres Vorstandes.

## Herkunft, Ausbildung und Beruf
Gerhardt wurde im Jahr 1943 als Sohn eines Berufssoldaten geboren, der im Jahr 1944 fiel. Er wuchs daraufhin bei seiner Mutter auf einem Bauernhof auf. Nach dem Abitur im Jahr 1963 an der Albert-Schweitzer-Schule Alsfeld absolvierte Gerhardt von 1963 bis 1969 ein Studium der Erziehungswissenschaften, Germanistik und Politik an der Universität Marburg. Im Jahr 1970 erfolgte dort seine Promotion über die Bildungspolitik der FDP nach 1945 bei Leonhard Froese zum Dr. phil.
Ab 1969 arbeitete er bei der Friedrich-Naumann-Stiftung, zunächst als Leiter des Regionalbüros in Hannover, dann als Referent in der Inlandsabteilung. 1971 wechselte er als persönlicher Referent des Ministers Hanns-Heinz Bielefeld ins Hessische Ministerium des Innern, wo er unter Bielefelds Amtsnachfolger Ekkehard Gries (beide FDP) bis zu seinem Einzug in den Landtag 1978 das Ministerbüro leitete.

## Partei
Gerhardt war seit 1965 Mitglied der FDP. Zunächst engagierte er sich hochschul- und jugendpolitisch, unter anderem war er 1967/68 Landesvorsitzender des Liberalen Studentenbundes Deutschlands und stellvertretender Landesvorsitzender der Deutschen Jungdemokraten in Hessen. Von 1982 bis 1995 war er Landesvorsitzender der FDP Hessen. Ab 1982 war er Mitglied im FDP-Bundesvorstand. Im Jahr 1985 wurde er zunächst Stellvertretender Vorsitzender, im Jahr 1995 dann als Nachfolger des damaligen Außenministers Klaus Kinkel Bundesvorsitzender der FDP. Dieses Amt behielt er bis zum Mai 2001, als er es nach innerparteilicher Kritik an den bisherigen Generalsekretär Guido Westerwelle abgab.
Anschließend war Gerhardt von 2002 bis 2012 Stellvertretender Präsident der Liberalen Internationale.
Im Februar 2000 kam es zu einem schwerwiegenden Konflikt zwischen Gerhardt und der Vorsitzenden der hessischen FDP, Ruth Wagner. Gerhardt wollte, dass die FDP wegen des Verhaltens von Roland Koch im Rahmen der Spendenaffäre der hessischen CDU aus der Koalition (Kabinett Koch I) aussteigt, Wagner wollte die Koalition fortsetzen und wurde vom Landesvorstand der hessischen FDP auch in dieser Meinung bestätigt.
Für den Fall einer Regierungsbeteiligung nach der Bundestagswahl 2005 war Wolfgang Gerhardt für das Amt des Bundesaußenministers vorgesehen.
Im Juni 2010 wurde Gerhardt zum Mitglied der Programmkommission gewählt, die bis zum Jahr 2013 ein neues FDP-Programm erarbeiten sollte.

## Abgeordneter

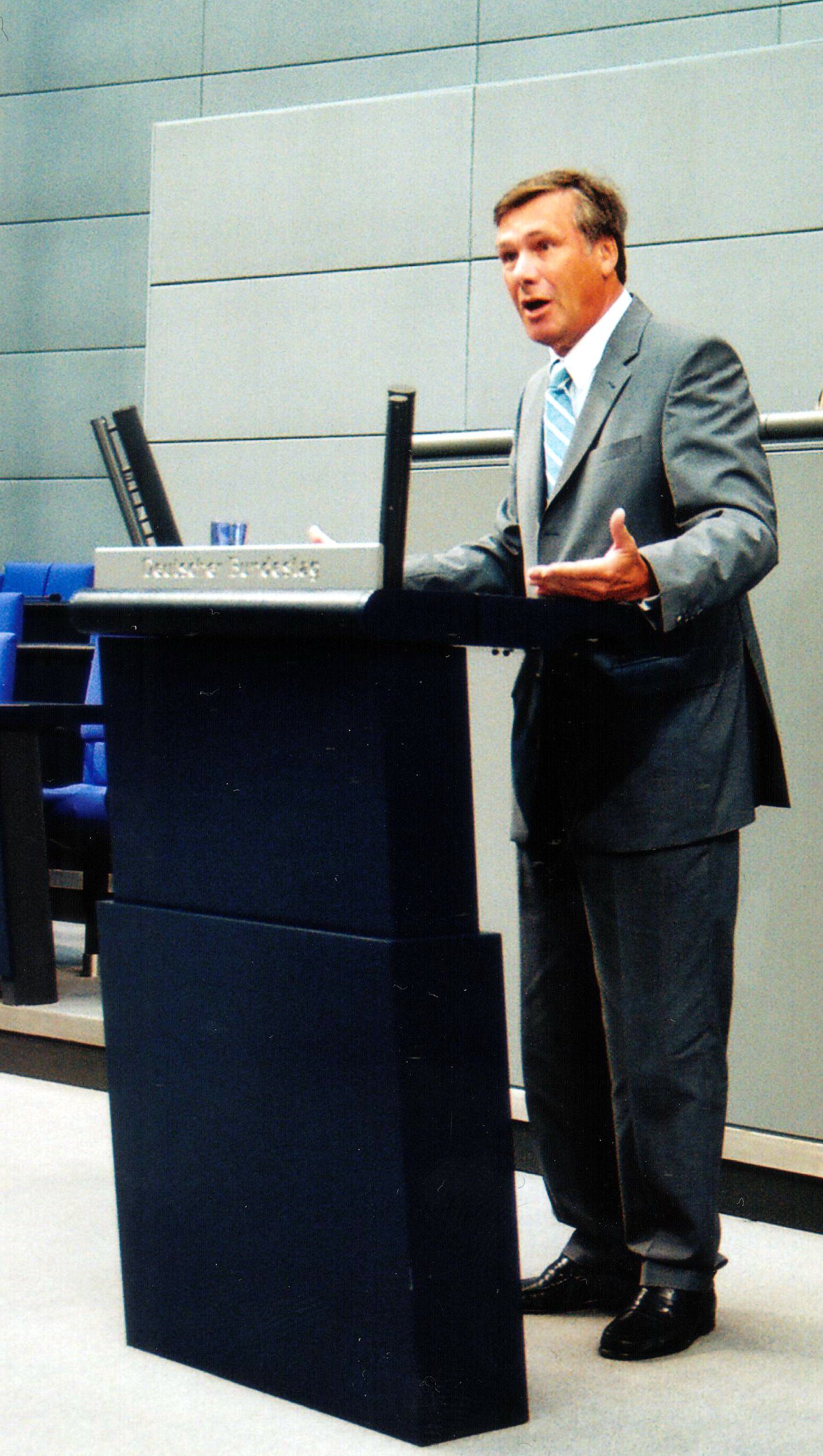
Wolfgang Gerhardt während einer Rede im Deutschen Bundestag (November 2005)

Gerhardt war von 1978 bis 1982, von 1983 bis 1987 sowie von 1991 bis 1994 Mitglied des Hessischen Landtages. Hier war er von 1983 bis 1987 und von 1991 bis 1994 Vorsitzender der Landtagsfraktion.
Von 1994 bis 2013 war Gerhardt Mitglied des Deutschen Bundestages. Nach der Bundestagswahl 1998 wurde er am 5. Oktober 1998 als Nachfolger von Hermann Otto Solms zum Vorsitzenden der FDP-Bundestagsfraktion gewählt. Als solcher übernahm Gerhardt mit Antritt der Regierung Merkel am 22. November 2005 den Posten des Oppositionsführers. Am 1. Mai 2006 gab er den Fraktionsvorsitz an den Parteivorsitzenden Guido Westerwelle ab.
Gerhardt zog stets über die Landesliste Hessen in den Deutschen Bundestag ein. Bei der Bundestagswahl 2013 kandidierte er nicht mehr.

## Öffentliche Ämter
Am 24. April 1987 wurde Gerhardt Hessischer Minister für Wissenschaft und Kunst, Bevollmächtigter des Landes Hessen beim Bund und zugleich Stellvertreter des Ministerpräsidenten Walter Wallmann. Nachdem die CDU-FDP-Koalition bei der Landtagswahl 1991 ihre Mehrheit eingebüßt hatte, schied er am 5. April 1991 aus der Regierung aus.

## Privates
Gerhardt war verheiratet, hatte zwei Kinder und starb im September 2024 im Alter von 80 Jahren.

## Ehrungen
- 2006: Thomas-Dehler-Preis
- 2008: Reinhold-Maier-Medaille
- 2011: Wilhelm-Leuschner-Medaille[8]

## Veröffentlichungen
- (Hrsg.) Die Kraft der Freiheit. Geschichte, Gegenwart und Zukunft des Liberalismus, Hohenheim-Verlag, Stuttgart [u. a.] 2008, ISBN 978-3-89850-165-1.
- Thomas Dehler im Bundestag, in: Haus der Geschichte der Bundesrepublik Deutschland (Hrsg.): Thomas Dehler und seine Politik, Nicolaische Verlagsbuchhandlung, Berlin 1998, ISBN 3-87584-721-0, S. 83–90.
- Es geht. Wir haben alle Chancen, Edition Ferenczy bei Bruckmann, München 1997, ISBN 3-7654-2883-3.
- Der Euro-DM-Markt. Marktteilnehmer, Zinsbildung und geldpolitische Bedeutung. Eine Untersuchung aus der Sicht der Bundesrepublik Deutschland (= Veröffentlichungen des HWWA-Institut für Wirtschaftsforschung Hamburg), Verlag Weltarchiv, Hamburg 1984, ISBN 3-87895-255-4.
- Die bildungspolitische Diskussion in der FDP von 1945–1951, Universität Marburg 1971 (Dissertation).